# 広島県道49号本郷大和線
広島県道49号本郷大和線（ひろしまけんどう49ごう ほんごう だいわせん）は、広島県三原市本郷町南方地内と同市大和町下徳良地内を結ぶ県道（主要地方道）である。

## 概要
広島県三原市本郷町南方地内と同市大和町下徳良地内を結び、このうち、市内本郷町善入寺地内から終点の市内大和町下徳良地内にかけては、「広島中央フライトロード」として地域高規格道路に指定されている。
広島空港への連絡道路としての役割を担う路線である。

### 路線データ
- 起点：三原市本郷町南方（日名内（上）交差点、国道2号交点）[要出典]
- 終点：三原市大和町下徳良（下徳良交差点、国道432号・広島県道154号大和久井線交点）[要出典]
- 愛称：広島中央フライトロード
- 自動車専用区間：空港IC（三原市本郷町善入寺）- 大和南IC（三原市大和町大草）間

## 歴史
- 1993年（平成5年）5月11日 - 建設省から、県道本郷大和線が本郷大和線として主要地方道に指定される[1]。
- 2002年（平成14年）3月：棲真寺IC - 大和南IC間が開通。
- 2011年（平成23年）4月20日：空港IC - 棲真寺IC間が開通。（東日本大震災への配慮として式典は中止とし、正午に供用開始。）[2]

## 路線状況
全線2 - 4車線で路線状況は良好。ただし、路線の一部が「広島中央フライトロード」として地域高規格道路に指定されている関係で、空港IC（三原市本郷町善入寺）- 大和南IC（三原市大和町大草）間は自動車専用道路となっており、歩行者、軽車両、小型自動二輪車、ミニカー、（道路交通法上の）原動機付自転車は道路法に基づき、通行できない。また、広島県道33号瀬野川福富本郷線とは接続しない（広島空港大橋の下を通過するため）。

### 重複区間
- 広島県道343号下徳良本郷線（三原市大和町大草・大和南インター入口交差点 - 三原市大和町下徳良・下徳良交差点）

### 道路施設

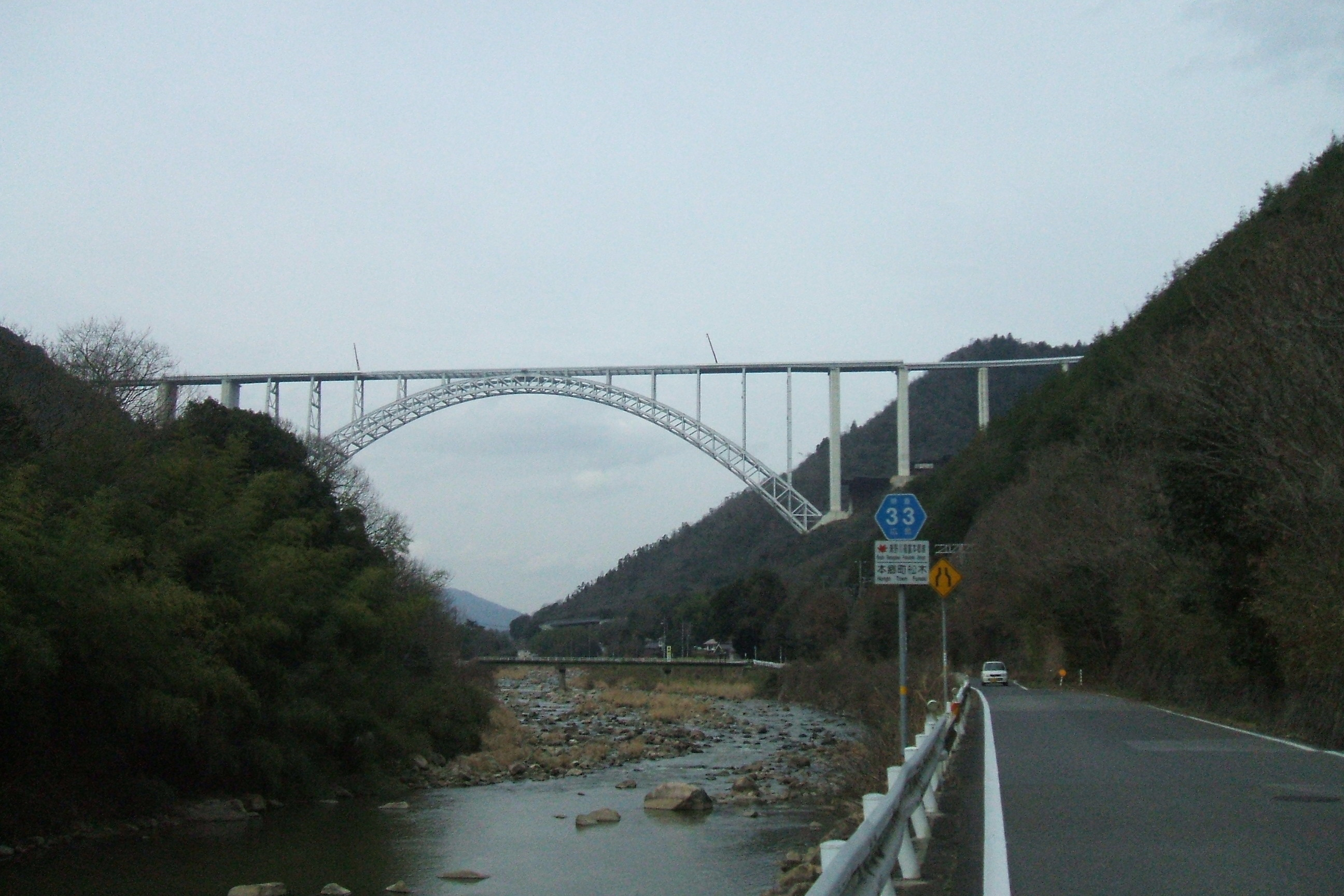
建設当時の「空港大橋」 （2010年2月撮影）

#### インターチェンジ
- 空港IC
- 棲真寺IC
- 大和南IC

#### トンネル
- 善入寺トンネル
- 花園トンネル
- 棲真寺トンネル

#### 橋梁
- 広島空港大橋（広島スカイアーチ）
日本国内最大のアーチ橋（2011年現在。）。橋長800 m（うちアーチ部500m）、アーチスパン380m、最高地上高約190m。沼田川渓谷を渡る。建設費は約300億円で第一期建設区間の総事業費約650億円の5分の2を費やしている。正式名称は「広島空港大橋」で、愛称が「広島スカイアーチ」である[3]。

## 地理

### 通過する自治体
- 三原市

### 交差する道路
| 交差する道路                                                                         | 交差する場所 | 交差する場所                          |
| ------------------------------------------------------------------------------------ | ------------ | ------------------------------------- |
| 国道2号                                                                              | 本郷町南方   | 日名内（ひなない）（上）交差点 / 起点 |
| 広島県道59号東広島本郷忠海線                                                         | 本郷町善入寺 |                                       |
| 広島中央フライトロード 重複区間起点 広島県道73号広島空港線                           | 本郷町善入寺 | 空港IC                                |
| 広島中央フライトロード 重複区間終点 国道486号 広島県道343号下徳良本郷線 重複区間起点 | 大和町大草   | 大和南インター入口交差点 大和南IC     |
| 国道432号 広島県道154号大和久井線 広島県道343号下徳良本郷線 重複区間終点             | 大和町下徳良 | 下徳良交差点 / 終点                   |

### 沿線にある施設など
- サテライト山陽（競輪場外車券売場）：三原市本郷町南方
- 広島空港：三原市本郷町善入寺
- 棲真寺公園：三原市大和町平坂
- 果実の森公園：三原市大和町大草